# IPhone X
iPhone X — смартфон, спроєктований та розроблений компанією Apple Inc; представлений 12 вересня 2017 року разом з iPhone 8 та iPhone 8 Plus в Каліфорнії в Steve Jobs Theatre, в кампусі Apple Park.
3 листопада 2017 року стартували продажі iPhone X у світі.
У межах лінійки Apple iPhone X позиціонується як смартфон преміум класу. Він оснащений бездротовою зарядкою, OLED-дисплеєм, камерами із подвійним об'єктивом та системою розпізнавання обличчя Face ID. Більша частина його внутрішнього обладнання використовується для iPhone 8 та 8 Plus.

## Історія
Технологію iPhone X розробили ще 2012 року. Чутки про різке перепроєктування iPhone почали поширюватися під час оголошення iPhone 7 в третьому кварталі 2016 року і посилилися, коли прошивка HomePod просочилася в липні 2017 року. Завдяки її припустили, що Apple незабаром випустить телефон із безрамковим дизайном та співвідношенням сторін екрану 18,5:9, відсутністю фізичної кнопки Home, ідентифікатором особи та іншими новими функціями. Остаточна розробка версії операційної системи iOS 11 також вийшла у вересні 2017 року, підтвердивши новий дизайн та особливості.
31 серпня 2017 р. Apple запросила журналістів на прес-конференцію, першу публічну подію, що відбулася в Steve Jobs Theatre у новому кампусі Apple Park у Купертіно, штат Каліфорнія. IPhone X був представлений під час цієї основної доповіді. Його початкова ціна складає 999 доларів США — це найдорожча ціна під час запуску iPhone. Ціна на міжнародних ринках навіть вища, наприклад, у Великій Британії — 999 фунтів стерлінгів (1349 дол. США) або в Італії — 1189 євро (1344 дол. США) через податки на продаж, як-от ПДВ та тарифи на імпорт.

## Специфікація

### Програмне забезпечення
IPhone X запущено з модифікованою версією iOS 11.0.1, що дозволяє краще використовувати різний формат екрана.
Home button, що дебютувала на оригінальному iPhone, було вилучено з iPhone X, а більшість її функцій замінено на жести, як на домашній кнопці Nokia N9, BlackBerry Z10 та WebOS. Деякі функції, як-от Siri та Apple Pay, викликають за допомогою бічної кнопки.

### Апаратне забезпечення
IPhone X оснащенний діагональним 5,8-дюймовим кольоровим OLED-екраном, що підтримує широку кольорову гаму DCI-P3, sRGB та високий динамічний діапазон, а коефіцієнт контрастности 1 000 000:1. На дисплеї Super Retina використовується технологія True Tone як на iPad Pro, яка використовує датчики зовнішнього освітлення, щоб адаптувати баланс білого дисплея до навколишнього навколишнього світла. Хоча iPhone X не підтримує таку ж технологію ProMotion, як у дисплеях другого покоління iPad Pro, де дисплей забезпечує частоту оновлення 120 Гц, він робить вибірковий сенсорний вхід на 120 Гц.
IPhone X має два варіанти кольорів: сріблястий і космічний сірий. Передня і задня частина телефону зроблені із неіржавної хірургічної сталі, що підвищує термін служби, тоді як власне пристрій має скляний корпус. Корпус захищений від води та пилу за стандартом IP67.
В iPhone X міститься Apple-AION Bionic чип, який також використовується в iPhone 8 і 8 Plus, який є гекса-ядерним процесором із двома ядрами, оптимізованими для продуктивності, що на 25 % швидше, ніж процесор A10 Fusion, а також чотири оптимізовані за ефективністю ядер, які на 70 % швидше, ніж попереднє покоління. Він також оснащений першим Apple-розробленим графічним процесором і Neural Engine, який керує прискорювачем штучного інтелекту. Мікропроцесор A11 Bionic виготовлений на замовлення Apple на фабриках тайванської компанії TSMC.
Face ID замінює систему аутентифікації Touch ID. Датчик розпізнавання обличчя складається з двох частин: модуля «Romeo», на якому на обличчя представлено понад 30 000 інфрачервоних точок, і модуль «Джульєтта», який читає схему. Шаблон надсилається в чип A11 Bionic, щоб підтвердити відповідність обличчю власника телефону.
iPhone X має дві камери ззаду. Одна з них — 12-мегапіксельна ширококутна камера з діафрагмою f / 1.8, що підтримує розпізнавання обличчя, високий динамічний діапазон та оптичну стабілізацію зображення. Він здатний захоплювати 4K відео на 24, 30 або 60 кадрах в секунду, або відео 1080p на 30, 60, 120 або 240 кадрів на секунду. Другий телефотооб'єктив має 2-х оптичний зум і 10-кратний цифровий зум з діафрагмою f / 2.4 та оптичною стабілізацією зображення. Він також має квадратичний світлодіодний True Tone-спалах з двома покращеними діодами. Задня камера отримала загальну оцінку 97 від компанії DxOMark, компанії з тестування камери. Оцінка з камери ледве не досягла найвищого значення 98, яким нагороджена Google Pixel 2.
На передній панелі телефону 7-мегапіксельна камера TrueDepth має діафрагму f / 2.2, та функції визначення обличчя та HDR. Він може знімати 1080p відео з частотою 30 кадрів в секунду, 720p відео зі швидкістю 240 кадрів на секунду, і виключно дозволяє використовувати Animoji; анімовані емодії, розміщені поверх обличчя користувача, які розумно реагують на вирази обличчя користувача.
iPhone X також підтримує бездротове заряджання Qi-стандарту.

## Особливості
- Екран Super Retina з роздільністю 2436 × 1125, при діагоналі 5,8 дюйма, 458 пік[9]; вперше серед смартфонів Apple, на екрані використовується технологія OLED.
- Підтримується HDR, Dolby Vision і True Tone. Сенсорний модуль дисплея розпізнає жести «3D Touch».
- У верхній частині дисплея є виріз для фронтальної камери і інших сенсорів, по краях від вирізу розташовано інформацію з верхньої статусної смуги (сигнал мереж зв'язку, рівень заряду).
- Для швидкого розблокування і підтвердження Apple Pay та інших сервісів застосовується нова технологія — Face ID — вона розпізнає особу власника телефону. Він буде працювати навіть у темряві. Раніше використовувався метод авторизації за допомогою відбитка пальця (Touch ID) більше не підтримується, у телефону немає кнопки Home («Додому»). Apple підкреслили, що шанс того, що інша людина зможе розблокувати iPhone X c Face ID, всього один на мільйон.
- Процесор Apple A11 Bionic Neural, що використовується у смартфоні, розроблені Apple.
- Основна камера має роздільність 12 Мп і використовує подвійну оптичну стабілізацію. Доступний спалах TrueTone з 4 світлодіодів з підвищеною однорідністю засвічення.
- Передня камера TrueDepth має 7 Мп, може знімати серії і відео 1080p. Доданий портретний режим і режим перенесення міміки на анімовані емодзі «Animoji».
- Заряду акумулятора смартфона вистачає на 2 години більше, ніж iPhone 7.
- Підтримується бездротова зарядка Air Power (пристрій буде випущено на початку 2018 року), використовується стандарт Qi.
- Смартфон доступний у варіантах з 64 ГБ і 256 ГБ флеш-пам'яті.

## Хронологія моделей iPhone
| Хронологія моделей iPhone                   |
| ------------------------------------------- |
| Див. також: Хронологія продуктів Apple Inc. |

Джерело: Apple Newsroom Archive